# 柑桔非洲粉蝨
柑桔非洲粉蝨（学名：Africaleyrodes citri）为粉蝨科非洲粉蝨屬下的一个种。其种加词“citri ”意为“柑橘的”。